# تنگو میورا
تنگو میورا (انگلیسی: Tengo Miura؛ زادهٔ ۱۷ آوریل ۱۹۹۱) بازیکن فوتبال اهل ژاپن است.